# Fresnicourt-le-Dolmen
Fresnicourt-le-Dolmen är en kommun i departementet Pas-de-Calais i regionen Hauts-de-France i norra Frankrike. Kommunen ligger i kantonen Houdain som tillhör arrondissementet Béthune. År 2022 hade Fresnicourt-le-Dolmen 808 invånare.

## Befolkningsutveckling
Antalet invånare i kommunen Fresnicourt-le-Dolmen
| Referens: INSEE |